# 舌病
舌病是先天性或后天性的舌部疾病，种类很多。

## 流行病学
舌病很常见。例如，在美国，估计成人患病率为15.5%。舌病在戴假牙和吸烟的人群中更为常见。